# Charles Brenton Huggins

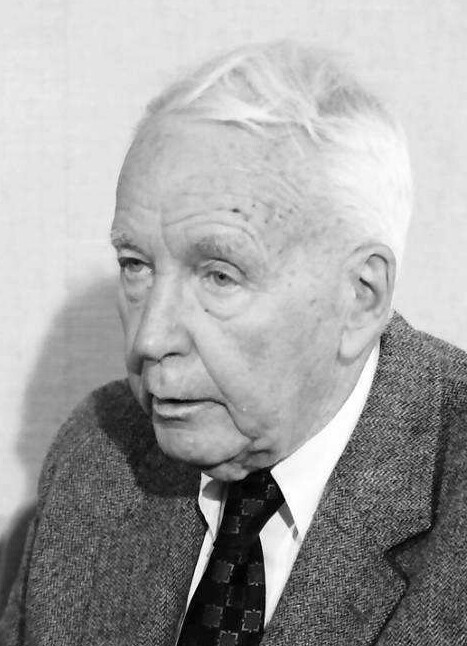
Charles Brenton Huggins (1984)

Charles Brenton Huggins (* 22. September 1901 in Halifax, Kanada; † 12. Januar 1997 in Chicago, USA) war ein kanadisch-US-amerikanischer Chirurg, Krebsforscher und Nobelpreisträger. Er war Spezialist für Prostatakrebs und entdeckte 1941, dass dessen Entwicklung durch Hormone beeinflusst werden konnte. Dies ermöglichte erste systematische Therapiemöglichkeiten (neben Kastration Östrogen-Therapie) gegen diese Krebsart und war gleichzeitig der erste Nachweis einer erfolgreichen Chemotherapie gegen Krebs.

## Leben
Huggins studierte an der Acadia University mit dem Bachelor-Abschluss 1940 und Medizin an der Harvard University mit dem M. D. 1924. Seine Facharztausbildung in Chirurgie erhielt er bei Frederick A. Coller am University of Michigan Hospital, wo er 1926 Instructor für Chirurgie wurde. Ab 1927 war er Instructor, ab 1929 Assistant Professor, ab 1933 Associate Professor und ab 1936 Professor für Chirurgie an der University of Chicago. Ab 1951 war er Direktor des Ben May Laboratory for Cancer Research der Universität Chicago und ab 1962 William B. Ogden Distinguished Service Professor.
1927 heiratete er Margaret Wellman und hatte einen Sohn und eine Tochter.

## Ehrungen und Mitgliedschaften
1948 bis 1949 war er Präsident der American Association for Cancer Research.
1947 wurde er mit dem Amory Prize der American Academy of Arts and Sciences ausgezeichnet, zu deren Mitglied er 1949 gewählt wurde. Er erhielt 1963 den Albert Lasker Award for Clinical Medical Research und 1966 sowohl den Gairdner Foundation International Award als auch den Nobelpreis für Physiologie oder Medizin für seine „Entdeckungen zur Hormonbehandlung von Prostatakrebs“. Die American Philosophical Society zeichnete ihn 1985 mit ihrer Benjamin Franklin Medal aus, er erhielt den Charles L.Meyer Prize (1943), die Goldmedaille der American Medical Association (zweimal, 1936 und 1940), der American Cancer Society (1953) und der Rudolf Virchow Society (1964), den Cameron Prize der Universität Edinburgh und den Hunter Award der American Therapeutic Society. 2003 wurde er postum in die Canadian Medical Hall of Fame aufgenommen. Er war Mitglied der National Academy of Sciences und der American Philosophical Society.
Huggins war mehrfacher Ehrendoktor (Yale University, Acadia University, Washington University, Leeds, Aberdeen, Bologna). Er war Ehren-Fellow des American College of Surgeons und der Royal Society of Edinburgh sowie Fellow des Royal College of Surgeons of Edinburgh.